# 오만과 편견 (1995년 드라마)
《오만과 편견》(영어: Pride and Prejudice)은 1995년 BBC One에서 방송된 영국의 6부작 드라마이다. 제인 오스틴의 동명 소설을 원작으로 한다.